# Swoboda (powiat zgierski)

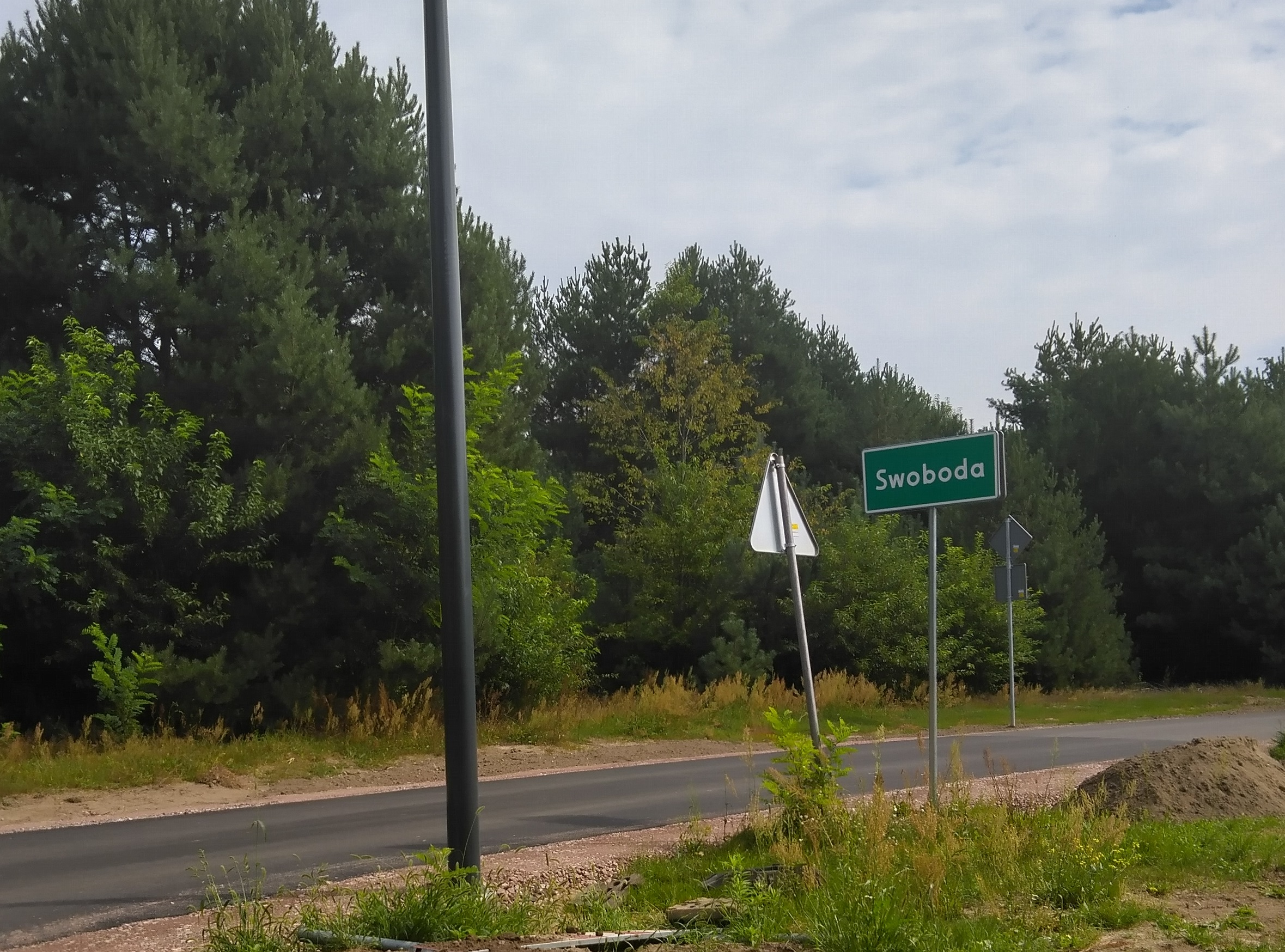
Swoboda w gminie Zgierz (2024).

Swoboda – osada w Polsce położona w województwie łódzkim, w powiecie zgierskim, w gminie Zgierz.
Miejscowość wchodzi w skład sołectwa Dzierżązna.
10 września 1939 żołnierze Wehrmachtu dokonali mordu ludności cywilnej. Zginęły 22 osoby - dziewięciu mieszkańców wsi zginęło w podpalonym budynku miejscowego Niemca, a trzynaście osób, będących uciekinierami z sąsiedniej wsi Bądków, zostało zastrzelonych.
W latach 1975–1998 osada należała administracyjnie do ówczesnego województwa łódzkiego.